# Trilogie de Lucas Belvaux
La trilogie de Lucas Belvaux (acteur et réalisateur belge) est composé de trois volets qui sont sortis au début de 2003 à quelques jours d’intervalle.
Un des concepts originaux de cette trilogie repose sur le fait que l’action des trois films se déroule dans les mêmes lieux (Grenoble et ses environs), dans la même période de temps, avec les mêmes personnages. Certains des personnages principaux dans l’un sont les personnages secondaires dans l’autre et réciproquement, et ainsi de suite pour le troisième. Il s’agit de filmer la même histoire, mais racontée selon trois points de vue différents, et selon trois ambiances différentes. Les mêmes évènements à caractère ridicule ou comique dans Un couple épatant, sont traités sous l’angle du polar dans Cavale, puis apparaissent comme tragiques et dramatiques (thriller psychologique) dans Après la vie.
Le concept fait qu’il n’est pas gênant de voir les trois films dans n’importe quel ordre, puisqu'ils ne constituent pas des « suites » les uns par rapport aux autres.

## Filmographie
Cette trilogie est composée de :
- Un couple épatant réalisé par Lucas Belvaux, sorti en 2003.
- Cavale réalisé par Lucas Belvaux, sorti en 2003.
- Après la vie réalisé par Lucas Belvaux, sorti en 2003.

## Fiche technique
| Titre        | Un couple épatant (2003) | Cavale (2003)      | Après la vie (2003) |
| ------------ | ------------------------ | ------------------ | ------------------- |
| Réalisateur  | Lucas Belvaux            | Lucas Belvaux      | Lucas Belvaux       |
| Scénariste   | Lucas Belvaux            | Lucas Belvaux      | Lucas Belvaux       |
| Producteurs  | Diana Elbaum             | Diana Elbaum       | Diana Elbaum        |
| Producteurs  | Patrick Sobelman         |                    |                     |
| Producteurs  | Arlette Zylberberg       |                    |                     |
| Musique      | Riccardo Del Fra         | Riccardo Del Fra   | Riccardo Del Fra    |
| Photographie | Pierre Milon             | Pierre Milon       | Pierre Milon        |
| Décors       | Frédérique Belvaux       | Frédérique Belvaux | Frédérique Belvaux  |
| Costumes     | Cécile Cotten            | Cécile Cotten      | Cécile Cotten       |
| Montage      | Valérie Loiseleux        | Ludo Troch         | Danielle Anezin     |
| Sortie       | 1er janvier 2003         | 8 janvier 2003     | 8 janvier 2003      |
| Durée        | 97 minutes               | 111 minutes        | 124 minutes         |
| Entrées      | 307 851                  | 172 993            | 159 137             |
| Genre        | Comédie                  | Polar              | Drame               |
| Distributeur | Diaphana Films           | Diaphana Films     | Diaphana Films      |

## Distribution
| Cécile Costes          | Ornella Muti     | Ornella Muti     | Ornella Muti     |
| Agnès Manise           | Dominique Blanc  | Dominique Blanc  | Dominique Blanc  |
| Pascal Manise          | Gilbert Melki    | Gilbert Melki    | Gilbert Melki    |
| Pierre / Bruno Le Roux | Lucas Belvaux    | Lucas Belvaux    | Lucas Belvaux    |
| Jeanne Rivet           | Catherine Frot   | Catherine Frot   | Catherine Frot   |
| Alain Costes           | François Morel   |                  | François Morel   |
| Claire                 | Valérie Mairesse |                  | Valérie Mairesse |
| Louise                 | Raphaële Godin   |                  | Raphaële Godin   |
| Banane                 |                  | Alexis Tomassian | Alexis Tomassian |
| Jacquillat             |                  | Patrick Descamps | Patrick Descamps |
| un voisin              |                  | Jean-Henri Roger | Jean-Henri Roger |
| un agent secret        |                  | Thomas Badek     | Thomas Badek     |
| un enseignant          |                  | Bourlem Guerdjou | Bourlem Guerdjou |

## Récompenses
- Cette trilogie a obtenu le prix André-Cavens de l’Union de la critique de cinéma (UCC) et le prix Louis-Delluc.